# Castell de la Bisbal
El castell de la Bisbal, situat al centre de la Bisbal d'Empordà, és l'antic palau episcopal residència dels bisbes de Girona, que eren senyors de la ciutat. Constitueix una extraordinària mostra de l'arquitectura civil de l'edat mitjana.

## Història
L'any 844, un precepte carolingi esmenta els drets del bisbe de Girona sobre la parròquia de Santa Maria, posteriorment dita de la Bisbal, drets que passarien als vescomtes de Cabrera (1110-1150). En fou nomenat batlle Gausfred de Cruïlles, la família del qual hi seguí tenint drets tot i que el bisbat en recuperà el poder.
El castell és documentat l'any 1180 en una sentència en què s'afirma que al castell de la Bisbal no hi havia cap castlà perpetu. A cavall dels segles xii i xiii va ser escenari dels durs enfrontaments entre la família Cruïlles i el bisbat de Girona. Finalment, el bisbat rebria la plena jurisdicció civil i criminal de la vila per decisió de Jaume I. Des d'aquí, el bisbat va centralitzar l'administració de les seves importants possessions. Un document del bisbe Bernat de Vilamarí (1292-1312) explica que es feren aixecar forques al castell de la Bisbal.
En època del bisbe Gastó de Montcada (1328 - 1324) se'n fa un minuciós inventari que permet conèixer els béns mobles del castell. Un document de gener de 1440 mana que cada cap de casa fos al pati del castell de la Bisbal per metre jurats sota pena de 15 sous. Aquesta convocatòria permet valorar les mides del pati, que segurament correspon a la plaça de davant de la façana principal actual.
El castell de la Bisbal fou usat com a presó. L'any 1442 el bisbe Guillem de Pau hi feu empresonar l'abat de Banyoles, una presó documentada per a presos condemnats a cadena perpètua i descrita com molt dura. Durant la Guerra Civil catalana (1462 - 1472) els enfrontaments que hi hagué a la Bisbal foren importants. La població fou presa per Pere de Portugal l'any 1465 malgrat l'aferrissada defensa dels partidaris del rei Joan II. El nom de la població es canvià pel de Camp reial i les rendes de la mensa episcopal es concediren l'any 1468 al capità italià Jacobo Galeoto.
| «               | Un lloc estret, fosc i dolent on cap presoner no hi podia esperar una llarga vida. | » |
| — Text medieval |                                                                                    |   |

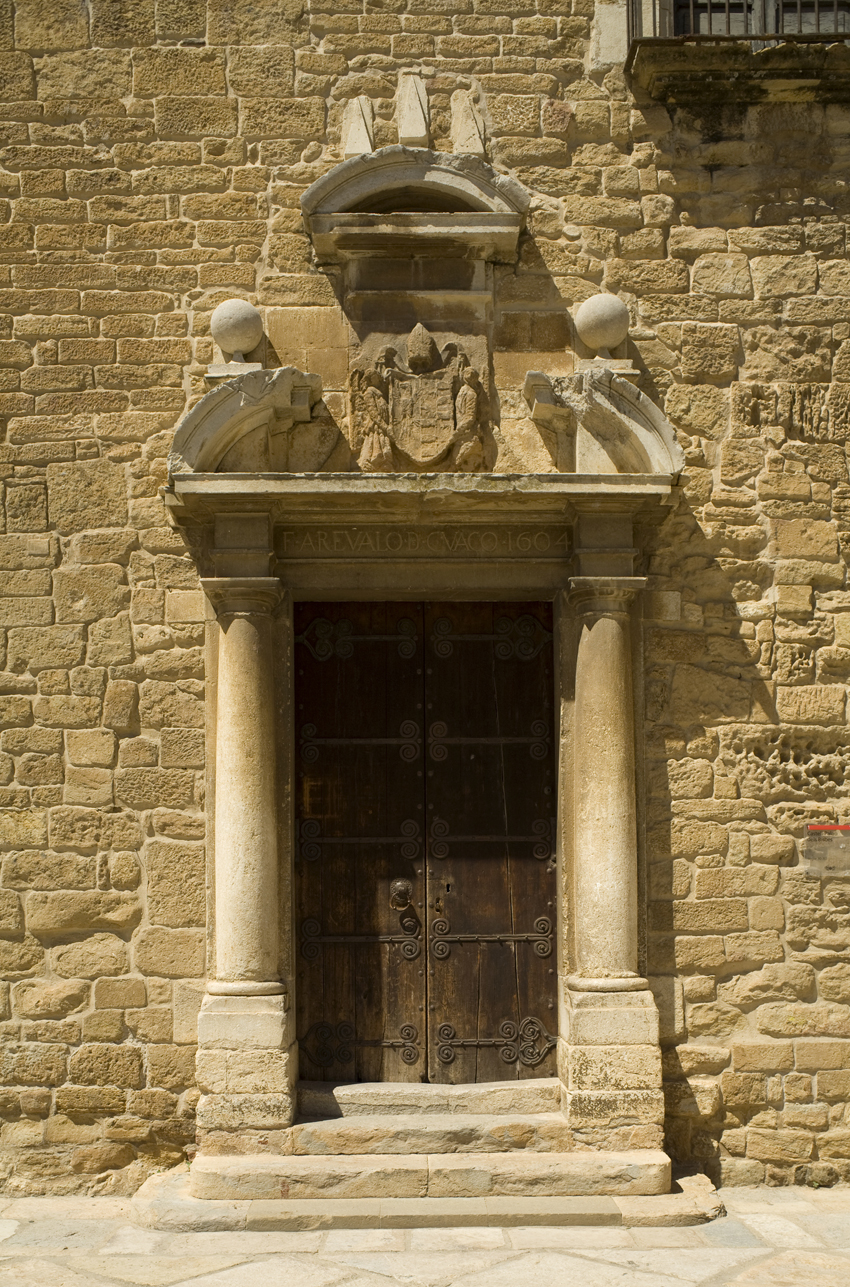
Porta principal (abril 2009)

A la llinda de la porta principal, feta l'any 1604, hi ha les armes i el nom del bisbe Francisco Arévalo de Zuazo, que en commemora les obres de reforma realitzades. Durant el segle xix s'utilitzà com a presó.
Durant la batalla de la Bisbal el 14 setembre de 1810, l'exèrcit de François Xavier de Schwarz, s'hi va refugiar, i des des del campanar de l'Església de la Pietat franctiradors de l'exèrcit de Enrique José O'Donnell van abatre uns quants alemanys, que es rendiren després que els espanyols intentessin calar-hi foc.
Del 1984 fins a finals del 2011 acollí l'Arxiu Històric Comarcal. Actualment acull l'oficina de turisme i les seves sales s'hi fan exposicions. Des de la seva terrassa superior es té una vista panoràmica excel·lent de la ciutat i de la plana que s'estén fins a les Gavarres.

## Arquitectura
El castell palau, una important mostra de l'arquitectura romànica civil empordanesa, és de planta lleugerament rectangular, amb una longitud de 21,50 m i una amplada de 20,50 m. Té dos nivells organitzats a l'entorn d'un pati central de dimensions petites, el pati d'armes, on hi ha l'escala que comunica la planta baixa i el primer pis. Damunt del primer pis s'alça el que externament sembla una torre però que, en realitat, és la capella, coronada per una torreta. Des del sòl actual a la plaça fins al terrat hi ha una alçada de 15 m. A la sala oest, destaquen tres finestres de punt rodó i doble esqueixada, que abans donaven a l'exterior, però que van quedar a l'interior amb l'afegitó del cos d'edifici del s. XVI que allargà tot l'edifici uns 4,5 m. Davant la façana queden les restes de les antigues muralles que envoltaven l'antiga plaça d'armes del castell.
Al primer pis hi ha cinc sales: tres coincideixen amb les tres finestres de la façana principal i dues se'n troben a la part posterior. Totes s'han cobert amb voltes apuntades menys la més petita, situada entre les dues sales abans esmentades, que té volta de creueria. Les portes de comunicació entre aquests cinc ambients són, com les finestres, adovellades de mig punt. A les tres sales destaquen uns arcosolis semicirculars adovellats, oberts dins el mur. Podem accedir al terrat i a la capella des de l'escala principal o des d'una escaleta, coberta amb volta de canó, que hi porta des de la sala central de les tres sales que miren a la façana principal de l'edifici.
La capella està coronada per una terrassa, on hi ha una torreta emmerletada de planta quadrada i coberta amb volta de canó. El temple és una construcció de planta rectangular que amaga a l'interior un absis semicircular amb dues finestres de doble esqueixada. Al costat sud-oest té la porta d'entrada, amb dos arcs en gradació, per damunt de la qual passa l'escala que porta al terrat i a la torreta superior. A l'interior, una volta de canó una mica apuntada cobreix la nau, mentre que l'absis en té una de quart d'esfera. Dues columnes, amb capitells esculpits molt mal conservats, sostenen l'arc triomfal de l'absis.
L'edifici és d'origen romànic de finals del segle xii, i va ser fortament reformat el segle xiv amb la construcció d'altres dependències, com un pati d'armes, graners, horts, i sobretot amb una muralla exterior. També es modificà als segles xvi i xvii amb l'afegit del cos rectangular a la façana de ponent.